# Maurice Gardès
Maurice Gardès, né le 4 février 1945 à Lyon 4e, est un évêque catholique français, archevêque émérite d'Auch, Condom, Lectoure et Lombez depuis 2020.

## Biographie

### Formation
Il passe son enfance à Sathonay-Camp, fait ses études secondaires au lycée de Bourg-en-Bresse (Ain) puis au lycée du Parc à Lyon (1956-1965).
Après des études en physique fondamentale à l'Université de Grenoble, où il obtient une licence en sciences physiques, Maurice Gardès suit sa formation en philosophie et théologie au séminaire Saint-Irénée de Francheville puis au séminaire universitaire de Lyon. Il obtient une maîtrise de théologie à l'Institut catholique de Lyon en 1975.

### Principaux ministères
Ordonné prêtre le 22 juin 1975 pour l'archidiocèse de Lyon, il exerce son ministère sacerdotal dans plusieurs paroisses de Lyon. 
Il est enseignant en christologie et en ecclésiologie à l'Institut catholique de Lyon de 1984 à 1995.
Sur le plan diocésain, il est vicaire épiscopal chargé de la pastorale des vocations de 1986 à 1995 avant de devenir vicaire général et archidiacre du Roannais de 1995 à 2002, puis de nouveau vicaire épiscopal restant archidiacre du Roannais de 2002 à 2004.
Nommé archevêque d'Auch, Condom, Lectoure et Lombez par Jean-Paul II le 21 décembre 2004, il est consacré évêque le 6 février 2005 par Émile Marcus, archevêque de Toulouse, assisté par Maurice Fréchard, archevêque émérite d'Auch, archevêque-recteur du Sacré-Cœur de Montmartre et le cardinal Philippe Barbarin, archevêque de Lyon.
Il s'est fortement impliqué dans l'œcuménisme et le dialogue interreligieux, comme délégué régional pour les relations avec le judaïsme pendant 20 ans (1984-2004), délégué diocésain pour l'œcuménisme de 2002 et 2004 et maintenant, au sein de la Conférence des évêques de France, comme Président du Conseil pour l'unité des chrétiens et les relations avec le judaïsme. Le 8 novembre 2008, il a été réélu président de ce conseil pour un mandat de trois ans.

### Mise en cause dans l'affaire Philippe Barbarin
En tant qu'ancien vicaire général du diocèse de Lyon, il est jugé en même temps que le cardinal Philippe Barbarin et quatre autres responsables accusés de non-dénonciation d’agressions sexuelles sur mineurs en janvier 2019. Il est relaxé pour absence de faute par le tribunal correctionnel de Lyon le 7 mars 2019.

### Soupçon d'agression sexuelle
Pour un article plus général, voir Abus sexuels sur les femmes dans l'Église catholique.
En août 2020, un signalement est fait à son encontre par le diocèse de Lyon auprès du procureur. Il est « soupçonné d’agression sexuelle et de tentative de viol » sur une religieuse. « Les faits se seraient produits entre fin 2007 et 2009, quand Mgr Gardès était à la tête du diocèse ». L'affaire est classée sans suite par la justice en avril 2022, les faits étant prescrits et la matérialité des faits de tentative de viol n'ayant pas pu être établie. « Il serait également accusé de harcèlement [sous] la forme d’envoi de centaines de SMS à plusieurs personnes, sans que l’on sache précisément la teneur de ces messages, mais dont le caractère violent aurait été établi par les enquêteurs. »  Il fait l'objet d'une enquête canonique et de mesures conservatoires qui « comprennent [...] l’interdiction de célébrer publiquement la messe ».

## Prises de position

### Église orthodoxe de Russie
En mai 2007, Maurice Gardès s'est rendu en Russie. Il y a été en particulier reçu par le patriarche Alexis II, patriarche de Moscou et de toute la Russie, participant ainsi au renforcement du dialogue entre l'Église orthodoxe de Russie et l'Église catholique de France.
Cette visite a précédé la visite historique du patriarche Alexis II en France en octobre 2007, première visite d'un patriarche de Moscou hors de Russie à l'invitation d'une Église catholique,.

### Œcuménisme
En septembre 2007, il a présidé la délégation française au troisième rassemblement œcuménique européen qui a regroupé 3 000 personnes à Sibiu en Roumanie.

### Dialogue avec lejudaïsme
Pour continuer et développer les relations avec le judaïsme, il a organisé en association avec le Congrès Juif Européen une importante rencontre le 11 décembre 2007 à l'Hôtel de Ville de Paris sur le thème : « Dix ans après la Déclaration des évêques de France à Drancy, quel dialogue pour l'avenir ». 
Dans la déclaration de Drancy, les évêques de France reconnaissaient les insuffisances de l'Église de France pendant la seconde guerre mondiale face au drame de la Shoah.
Il a également participé aux trois rencontres historiques à New York entre une délégation des évêques de France et le Congrès juif mondial.